# Condado de Warren (Iowa)
O Condado de Warren é um dos 99 condados do estado norte-americano de Iowa. A sede do condado é Indianola, que é também a sua maior cidade. O condado tem uma área de 1485 km² (dos quais 4 km² estão cobertos por água), uma população de 46 225 habitantes, e uma densidade populacional de 31 hab/km² (segundo o censo nacional de 2010). O condado foi fundado em 1846 e recebeu o seu nome em homenagem a Joseph Warren (1741-1775), general e heroi da Guerra de Independência dos Estados Unidos.